# Кебу (монета)

5 кебу, металічна монета

Кебу (англ. Kebu) — сувенірна монета Ґани, дохід від продажу якої спрямований на підтримку племені Канжага. 
Монета вичеканена в Буїлсі (Ґана) у 2008 році на честь одного із найменших племен Західної Африки — Канжага (Кан'яга), — яке є землеробним і не має власної економіки. Значна частина коштів від продажу монет направлена на підтримання і становлення землеробської діяльності та економічного розвитку племені. Загальна кількість монет — 1000 штук.
Монета має діаметр 30 мм. На реверсі окрім номіналу 5 кебу, є зображення тотему племені, на аверсі висічено будівлю-мечеть, знану у даному регіоні Західної Африки. Є «жовте» та «біле» забарвлення.